# Rhododendron yungningense
Rhododendron yungningense är en ljungväxtart som beskrevs av I. B. Balf. och Hutchinson. Rhododendron yungningense ingår i släktet rododendron, och familjen ljungväxter. Inga underarter finns listade i Catalogue of Life.

## Bildgalleri

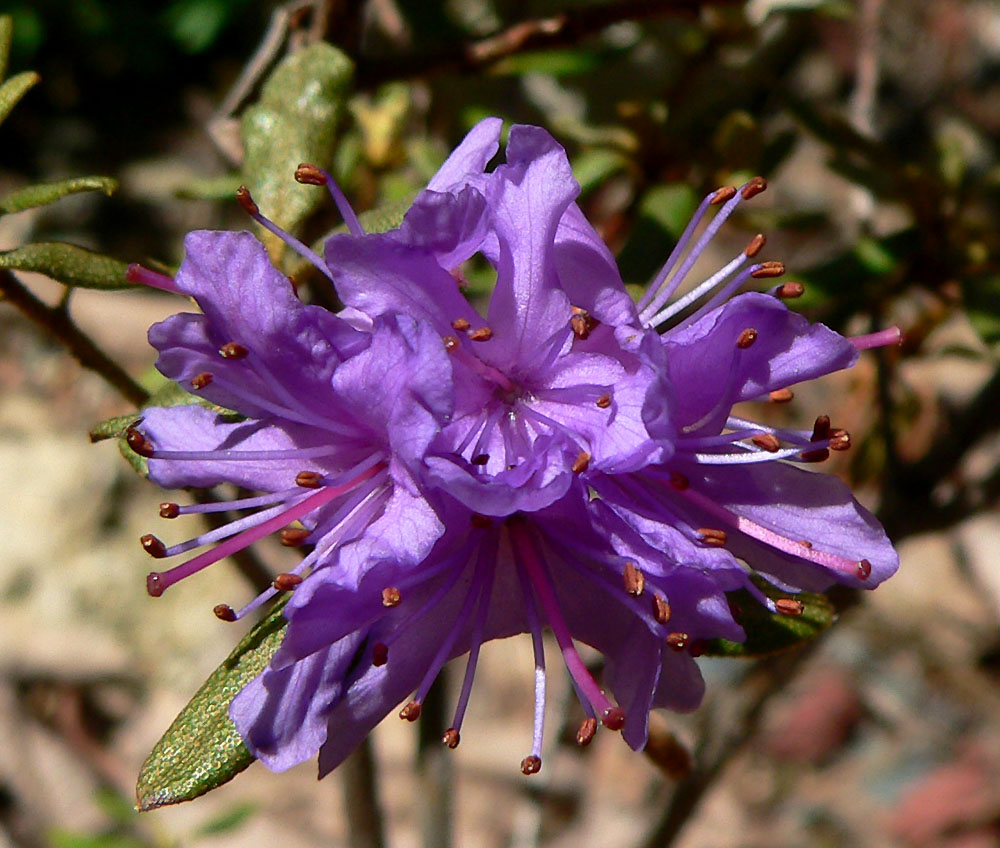